# Argas cooleyi
Argas cooleyi är en fästingart som beskrevs av McIvor 1941. Argas cooleyi ingår i släktet Argas och familjen mjuka fästingar. Inga underarter finns listade i Catalogue of Life.